# Jack Fritscher
Jack Fritscher (Peoria, 20 de junho de 1939) é um escritor americano, romancista, jornalista de revista, fotógrafo, diretor, professor universitário e ativista social, conhecido internacionalmente pelas suas publicações de ficção e não-ficção sobre cultura popular. Como ativista pré-Stonewall, foi um membro fundador da American Popular Culture Association e fundador da revista Drummer, em São Francisco. 

## Vida
Fritscher foi criado em Peoria, Illinois. O seu pai era filho de imigrantes austríacos socialistas, chegados em 1885, e a sua mãe era neta de trabalhadores siderúrgicos irlandeses, chegados em 1847, ambos de famílias católicas. O seu tio e homónimo foi o notável capelão católico do exército na Segunda Guerra Mundial, o padre John B. Day.  
Tendo nascido durante a Grande Depressão e crescido durante a Segunda Guerra Mundial, Fritscher fez parte da geração gay que, na adolescência, durante a década de 1950, se rebelou contra a conformidade através da cultura pop e do movimento Beat. Durante a década de 1960, quando tinham vinte e poucos anos, esses jovens gays marcharam pela paz e pelos direitos civis e, na década de 1970, trabalharam para garantir as bases culturais e estéticas da liberação gay moderna, na sua primeira década após a rebelião de Stonewall. 
Em 1953, aos 14 anos, Fritscher recebeu uma bolsa do Vaticano para o Pontifício Colégio Josephinum, onde cursou o ensino médio e a faculdade, estudando latim e grego. Formou-se em filosofia em 1961, a que se seguiu uma pós-graduação em teologia e escolástica de Tomás de Aquino (1961-1963). Recebeu também formação dos jesuítas sobre o humanismo de Marsilio Ficino, Erasmus e Jacques Maritain. Ainda como estudante, Fritscher publicou o seu primeiro livro (1958) e a produziu a sua primeira peça (1959). Afirmou que, apesar de manter o celibato no seminário, "provavelmente tornei-me gay por causa do Josephinum, embora não me tenha acontecido nada lá".
Em 1962 e 1963, inspirado pelos padres operários franceses e sob a tutela de Saul Alinsky, Fritscher trabalhou como ativista social na zona sul de Chicago, nos mesmos bairros em que trabalhou vinte e cinco anos mais tarde Barack Obama. Foi ordenado como porteiro, acólito e exorcista pelo Núncio Apostólico. Em 1964, ele  concluiu o seu mestrado e doutoramento na Loyola University Chicago, tendo escrito uma dissertação sobre Tennessee Williams intitulada Love and Death in Tennessee Williams (1967).

## Vida académica e escrita
Em 1961, Fritscher visitou São Francisco. A partir de 1965, lecionou na Loyola University Chicago, recebeu agregação na Western Michigan University e foi professor visitante regular no Kalamazoo College. De 1968 a 1975, fez parte do conselho de administração do Kalamazoo Institute of Arts, onde fundou e foi responsável pelo programa de cinema do museu. Em 1969, criou e lecionou os primeiros cursos de cinema-como-literatura no Departamento de Inglês da Western Michigan University. Em São Francisco, em paralelo com as suas atividades académicas, Fritscher utilizou as suas credenciais de professor universitário e de editor na imprensa católica para conseguir os lugares de redator editorial da KGO-ABC TV, redator técnico do San Francisco Muni Metro, e responsável de marketing na Kaiser Engineers, Inc. (1976-1982). 
Fritscher publicou obras de ficção e não-ficção. O seu primeiro romance foi What They Did to the Kid: Confessions of an Altar Boy (1965) e o seu primeiro romance gay foi I Am Curious (Leather), também conhecido como Leather Blues (1969). Foi autor do primeiro livro de não-ficção sobre gays e magia:  Popular Witchcraft Straight from the Witch's Mouth (1972). A sua coleção de contos Corporal in Charge of Taking Care of Captain O'Malley (Gay Sunshine Press, 1984) foi a primeira coleção de ficção sobre a subcultura Leather e a primeira coleção de ficção da revista Drummer. O conto Corporal on Charge foi a única peça publicada na antologia premiada, Gay Roots: Twenty Years of Gay Sunshine - An Anthology of Gay History, Sex, Politics & Culture (1991), organizada por Winston Leyland. 
Entre os livros mais importantes de Fritscher incluem-se Some Dance to Remember: A Memoir-Novel of San Francisco 1970-1982, Gay San Francisco: Eyewitness Drummer - A Memoir of the Art, Sex, Salon, Pop Culture War, and Gay History of Drummer Magazine from the Titanic 1970s to 1999, o livro de memórias sobre o seu amante, Mapplethorpe: Assault with a Deadly Camera, e o livro de fotografias, organizado e editado por Edward Lucie-Smith, Jack Fritscher's American Menr. Os seus livros estão traduzidos em espanhol, alemão e grego. 
A obra académica de Fritscher foi publicada nas revistas Bucknell Review, Modern Drama, Journal of Popular Culture, Censorship: A World Encyclopedia e Playbill. As suas fotografias foram publicadas pelos editores Taschen, Rizzoli, Weidenfeld & Nicolson, Press de Saint Martin, Gay Men's Press London, bem como por dezenas de revistas, jornais e editoras de livros. Uma foto sua serviu de capa ao livro Narrow Rooms, de James Purdy (1996). Os seus vídeos e fotografias estão presentes nas coleções permanentes da Maison européenne de la photographie, Paris, do Kinsey Institute for Research in Sex, Gender, and Reproduction, e do Leather Archives and Museum. Fritscher foi entrevistado no The Oprah Winfrey Show e no Channel 4 da BBC, com Camille Paglia. 

## RevistaDrummer
Já no período pós-Stonewall, Fritscher foi fundador da revista Drummer, em São Francisco, tendo sido chefe de redação de março de 1977 a dezembro de 1979. A Drummer foi publicada de 1975 a 1999, o que faz dela a revista de São Francisco com maior número de anos de publicação. Fritscher foi o colaborador mais importante da revista, tanto como editor, como com inúmeros artigos e fotografias. Pela sua contribuição, Fritscher é considerado como o historiador da revista e a memória institucional da Drummer. Como responsável pela Drummer, Fritscher deu a conhecer aos meios gay de São Francisco e do mundo artistas como Robert Mapplethorpe e David Hurles (Old Reliable), e talentos como Robert Opel, Arthur Tress, Samuel Steward (Phil Andros), Larry Townsend, John Preston, Wakefield Poole, Rex e A. Jay. 
Como analista e autor de linguística gay na primeira década pós-Stonewall, quando os jornalistas gays estavam a inventar novas palavras para a cultura gay emergente, Fritscher cunhou a palavra "homomasculinidade", para definição de uma certa identidade gay, além de redefinir "S&M" como "Sensualidade e Mutualidade" (1974). Trazendo para a imprensa e para o cinema os começos dos movimentos "Daddy" e "Bear", Fritscher foi o primeiro escritor e editor a apresentar "homens mais velhos" (Drummer n.º 24, setembro de 1978) como alvo de desejo sexual na imprensa gay. 
Uma antologia dos textos de Fritscher na Drummer foi publicada em 2008, com o título Gay San Francisco: “Eyewitness Drummer” . 
As memórias e testemunhos, bem como entrevistas a Fritscher sobre a história da Drummer foram publicadas em 2007 em GAY PIONEERS How Drummer Magazine Shaped Gay Popular Culture 1965-1999. 

## Man2Man Magazine
Depois de deixar a Drummer, Fritscher publicou um fanzine atrevido, Man2Man Magazine, que teve oito números trimestrais (1980-81), precedidos por uma edição introdutória/de marketing. A revista tinha os slogans "O que estás à procura é de ti próprio" e "A revista em que podes enfiar o nariz", e era composta por entre 44 a 60 páginas, escritas quase todas numa simples máquina de escrever. Todas as edições tinham anúncios pessoais totalmente não censurados e por vezes bizarros, cartas de leitores, fotos de Old Reliable, Rex e outros, entrevistas, ficção pornográfica de Fritscher, anúncios de fornecedores de artigos eróticos e artigos sobre temas como "Recolha de Roupas" (como roubar vestuário desportivo de atletas dos vestiários), coquilahs ("jockstraps"), charutos e outros fetiches que, mesmo pelos padrões de hoje, são radicais. Mark Hemry (nascido no dia 14 de maio de 1950) é citado como editor e creditado pelo design gráfico. Todos os números da revista estão disponíveis on-line, embora com faias negras a cobrir os orgãos sexuais nas fotografias.

## Vídeos e outros trabalhos impressos
Além do Man2Man Magazine, Fritscher foi fundador e editor do California Action Guide de São Francisco (1982). No California Action Guide, Fritscher tornou-se o primeiro editor a publicar a palavra "bear" numa capa de revista (novembro de 1982). Contribuiu também para o lançamento de dezenas de outras revistas gays, além de antologias para novas editoras, como a Gay Sunshine Press e a Bowling Green University Press. 
Com o produtor Mark Hemry, em 1984, Fritscher co-fundou o projeto pioneiro Palm Drive Video, que produzia filmes eróticos homomasculinos. A Palm Drive Video foi expandida em 1996, para dar lugar à Palm Drive Publishing, em São Francisco. Para a Palm Drive, Fritscher escreveu, selecionou atores e realizou mais de 150 vídeos. O seu trabalho inclui um documentário sobre o primeiro concurso "bear" (Pilsner Inn, fevereiro de 1987). Estes vídeos deixaram de estar à venda, pois Fritscher recusou-se a aceitar o formato DVD e decidiu encerrar a empresa. 

## Historiador gay e ativista cultural
Fritcher contribuiu com um artigo sobre Chuck Arnett para a coletânea Leatherfolk: Radical Sex, People, Politics, and Practice, de Mark Thompson. Escreveu frequentemente artigos sobre história para os jornais Bay Area Reporter e Leather Times. Em 1972, foi o primeiro escritor gay a entrevistar e dar a conhecer Samuel Steward (Phil Andros); as suas gravações áudio de Steward estão referenciadas na biografia de Steward, escrita por Justin Spring, Secret Historian (2010). Como crítico de cultura popular gay, Fritscher começou em 1965 a coligir um extenso arquivo de história gay. 
Chris Nelson fotografou Fritscher para a revista Bear de Richard Bulger, bem como para o livro de fotografias, The Bear Cult, organizado e com introdução por Edward Lucie-Smith . Como escritor e fotógrafo, Fritscher contribuiu com ficção e fotografias para capas e para as páginas da revista Bear e de outras revistas da Brush Creek Media. Escreveu uma introdução para o Bear Book II, de Les Wright, e contribuiu para Bears on Bears: Interviews and Discussions, de Ron Suresha,  bem como para a antologia de ficção de Mark Hemry, Tales of the Bear Cult. Além de Chris Nelson, Fritscher foi fotografado por Robert Mapplethorpe, Daniel Nicoletta, Arthur Tress, David Hurles, David Sparrow, Robert Opel e pelo seu sobrinho Robert Oppel, e também por Jim Tushinski. 

## Vida pessoal
No dia 22 de maio de 1979, na noite seguinte à dos motins da Noite Branca, Fritscher conheceu o seu futuro marido, Mark Hemry, à entrada do cinema Castro Theatre, durante uma manifestação pacífica, pós-motins, na rua Castro, que também comemorava o aniversário de Harvey Milk. Fritscher e Hemry celebraram um contrato de união civil em Vermont, no dia 12 de julho de 2000, e casaram no Canadá, a 19 de agosto de 2003, e na Califórnia, a 20 de junho de 2008. Anteriormente, Fritscher tinha tido relações afetivas com David Sparrow e Robert Mapplethorpe . 

## Obra

### Romances
- Some Dance to Remember: A Memoir-Novel of San Francisco 1970-1982
- What They did to the Kid
- Leather Blues
- The Geography of Women: A Romantic Comedy
- Titanic: The Untold Tale of Gay Passengers and Crew [novela]

### Não-ficção
- Gay San Francisco: Eyewitness Drummer - A Memoir of the Sex, Art, Salon, Pop Culture War, and Gay History of Drummer Magazine from the Titanic 1970s to 1999, Vol. 1
- Mapplethorpe: Assault with a Deadly Camera: A Pop Culture Memoir-An Outlaw Reminiscence
- Popular Witchcraft: Straight from the Witch's Mouth
- Television Today
- Love and Death in Tennessee Williams
- When Malory Met Arthur: Love and Death in Camelot

## Prémios

### 2010
- San Francisco Book Festival: Gay San Francisco: Eyewitness Drummer Vol. 1
- Living Now Book Awards: Gold Medal-GLBT Fiction - Stonewall: Stories of Gay Liberation
- Pantheon of Leather: Northern California Regional Awar

### 2009
- National Leather Association International: Geoff Mains Non-Fiction Best Book Award - Gay San Francisco: Eyewitness Drummer Vol. 1
- National Leather Association International: Cynthia Slater Non-Fiction Feature Article Award - "Spill a Drop for Lost Brothers: An Obituary for Larry Townsend"

### 2008
- ForeWord Magazine's Book of the Year: Bronze Medal-Gay/Lesbian Fiction - Stonewall: Stories of Gay Liberation

### 2007
- Erotic Authors Association: Lifetime Achievement Award
- ForeWord Magazine's Book of the Year: Bronze Medal-Gay/Lesbian Non-Fiction - Gay San Francisco: Eyewitness Drummer Vol. 1

### 2005
- ForeWord Magazine's Book of the Year: Gold Medal-Gay/Lesbian Fiction - Some Dance to Remember: A Memoir-Novel of San Francisco 1970-1982

### 2002
- Small Press Book Awards: Gold Medal-Erotica/Sex - Rainbow County and Other Stories

### 1990
- Lambda Literary Award: Finalist/Best Gay Novel - Some Dance to Remember: A Memoir-Novel of San Francisco 1970-1982

### 1978
- Society for Technical Communication Awards, San Francisco, Pacifica/Golden Gate Chapters Best Public Relations Brochure: "Alumina: Kaiser Engineers, Inc."
- Society for Technical Communication Awards, San Francisco, Pacifica/Golden Gate Chapters Best Public Relations Brochure: "Steel: Kaiser Engineers, Inc." (The two brochures tied for First Place.)